# Enrico di Langenstein
Enrico di Langenstein, Heinrich von Langenstein in tedesco (Langenstein, 1325 – Vienna, 11 febbraio 1397), è stato un teologo, astronomo e matematico tedesco.
Nacque a Langenstein, oggi sobborgo di Kirchhain, nell'Assia (Germania).
Studiò presso la Sorbona di Parigi e dal 1384 presso l'Università di Vienna, della cui riorganizzazione fu in seguito responsabile.

## Biografia
Enrico studiò nel 1358 a Parigi. Alla Sorbona ottenne nel 1363 la cattedra di filosofia e salì al livello di vicecancelliere. Durante lo Scisma d'Occidente si schierò dalla parte di papa Urbano VI e suggerì la convocazione di un concilio. Per questo nel 1382 dovette lasciare il suo incarico e successivamente anche la Francia. L'anno successivo soggiornò per lungo tempo nell'Abbazia di Eberbach, il cui abate, Jacopo di Eltville, era stato anch'egli fino al 1372 professore alla Sorbona..
Nel 1384 divenne professore di teologia nella recentemente costituita (1365) Università di Vienna e insegnò anche astronomia. Nell'allora sede dell'Hochschule, il Collegio ducale, fu allestita la Torre astronomica.  Langenstein fu rettore dell'Università dal 1393 al 1394.
Una delle raccolte di tabelle astronomiche di Georg Tannstetter pubblicate nel 1514 contiene come premessa una storia del matematico e astronomo viennese dal 1384 al 1514 (Viri Mathematici). Questa storia della scienza inizia con Langenstein, chiamato con il suo nome latino Henricus de Hassia Germanus.

## Opere
- Contra astrologos coniunctionistas de eventibus futurorum, 1371
- Quaestio de cometa, 1386;
- De magnete;
- De habitudine causarum et influxu naturae communis respectu inferiorum
- De reductione effectuum specialium in virtutes communes
- Epistola pacis, 1379
- Epistola consilii pacis de unione ac reformatione Ecclesiae, 1381
- Epistola de cathedra Petri, 1395 oder 1396
- Epistola de futuris periculis ecclesiae, 1383
- Liber adversus Telesphori eremitae vaticinia de ultimis temporibus, 1392
- Ecclesiae planctus de schismate. Urbani et Clementis, 1393
- Contra disceptationes et contrarias praedicationes fratrum mendicantium super conceptione beatissimae Mariae 1390
- De discretione spirituum, 1382 bis 1384
  - Thomas Hohmann, Heinrich von Langenstein "Unterscheidung der Geister" lateinisch und deutsch, Artemis, Zürich, München, 1977.
- Speculum animae, 1382–84 (Digitalisat der dt. Ausgabe Der spiegel der sele, Nürnberg 1517)
- De contemptu mundi, 1382 bis 1384
- MS-B-193 - Cyprianus. Novatianus. Henricus Arnoldi. Mechthild von Hackeborn. (Ps.-)Augustinus. Henricus de Langenstein (Theologische Sammelhandschrift). Kreuzherrenkonvent, Marienfrede [um 1490 - 1495; um 1480 - 1490; 1489; um 1475]